# Propylotiouracyl
Propylotiouracyl – lek tyreostatyczny (przeciwtarczycowy). Jeden z najczęściej stosowanych leków z tej grupy.

## Działanie
Blokuje powstawanie tyroksyny poprzez wewnątrzkomórkowe blokowanie jodowania tyreoglobuliny.
Przenika barierę łożyskową.

## Zastosowanie
Leczenie nadczynności tarczycy.

## Działania niepożądane
- układ pokarmowy – nudności, wymioty
- układ krwiotwórczy – leukopenia, agranulocytoza, plamica małopłytkowa
- inne objawy – łysienie, skórne odczyny alergiczne, bóle mięśni i stawów, gorączka, powiększenie tarczycy

## Przeciwwskazania
- schorzenia nerek i wątroby
- nowotwory tarczycy
- schorzenia krwi